# 13 minuts per matar a Hitler
13 minuts per matar a [sic] Hitler (Elser - Er hätte die Welt verändert) és una pel·lícula dramàtica alemanya de 2015 dirigida per Oliver Hirschbiegel basada en l'atemptat fallit contra Adolf Hitler el novembre de 1939 per part de Georg Elser.
L'estrena va tenir lloc fora de la competició de la 65 edició de la Berlinale. Va ser una de les vuit produccions candidates per representar Alemanya a la 88 edició dels Premis Oscar a la Millor Pel·lícula de Parla Estrangera, encara que va perdre en detriment d'Im Labyrinth des Schweigens. Ha estat subtitulada al català.

## Sinopsi
Després de col·locar un artefacte explosiu casolà en una cerveseria a la qual assistiria Adolf Hitler (Udo Schenk) per oferir un míting al partit, Georg Elser (Christian Friedel) intenta fugir a Suïssa, però és interceptat a la frontera i arrestat. Poc després la bomba fa explosió, no obstant falla en el seu objectiu per tretze minuts ja que el Führer havia abandonat el local abans.
Tot seguit, les autoritats comencen a investigar l'atemptat i troben proves incriminatòries contra Elser, del qual pensen que va poder comptar amb l'ajuda d'altres còmplices.

## Repartiment
- Christian Friedel com a Georg Elser.
- Katharina Schüttler com a Else Härlen.
- Burghart Klaußner com a Arthur Nebe.
- Johann von Bülow com a Heinrich Müller.
- Felix Eitner com a Eberle.
- David Zimmerschied com a Josef Schurr.
- Rüdiger Klink com a Erich.
- Simon Licht com a SS Obergruppenführer.
- Cornelia Köndgen com a Maria Elser.
- Martin Maria Abram com a Ludwig Elser.
- Michael Kranz com a Franz Xaver Lechner.

## Crítiques
Les crítiques van ser majoritàriament positives. Al lloc web Rotten Tomatoes va obtenir una valoració del 60%. Peter Bradshaw de The Guardian va valorar "l'estudi sincer d'un home que va intentar matar Hitler" i l'actuació de Friedel com Elser.
D'altra banda, la revista Variety va ser més crítica respecte a la "manca de subtilesa combinats amb moments sentimentalistes que una vegada més trivialitzen els successos per fer-los més simples." Opinió que també es va compartir des de The Daily Telegraph.